# Juan Carlos Toja
Juan Carlos Toja (Bogota (Colombia), 24 mei 1985) is een Colombiaans betaald voetballer die bij voorkeur als aanvallende middenvelder speelt. Hij verruilde Aris FC in juli 2012 voor New England Revolution. In oktober 2008 debuteerde hij in het Colombiaans voetbalelftal.
Toja speelde in 2004 en 2005 voor het Colombiaans elftal onder twintig. Daarmee won hij in 2005 het Zuid-Amerikaans jeugdtoernooi dat Colombia zelf  organiseerde. Daarnaast bereikte hij met het Colombiaans elftal onder 20 de laatste zestien op het WK 2005 U-20. Hij verloor met zijn ploeggenoten van de latere kampioen Argentinië. Toja speelde drie van de vier wedstrijden van Colombia, waarvan één als invaller.
Na het jeugd-WK werd Tojahij gehuurd van Independiente Santa Fe gehuurd door River Plate. Hij speelde daarvoor drie wedstrijden in het eerste elftal waarbij hij één keer scoorde. In februari 2007 werd hij verhuurd aan FC Dallas, waar hij tot MLS All-Star werd benoemd. In augustus 2008 vertrok Toja definitief bij Santa Fe, naar Steaua Boekarest.